# László Kovács (Politiker)

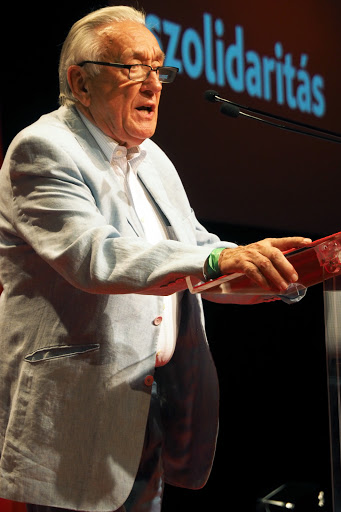
László Kovács

László Kovács [ˈlaːsloː ˈkovaːʧ] (* 3. Juli 1939 in Budapest) ist ein ungarischer Politiker (MSZP). Er war 1994–1998 und 2002–2004 Außenminister Ungarns, von 1998 bis 2004 Vorsitzender der Ungarischen Sozialistischen Partei sowie von 2004 bis 2010 EU-Kommissar für Steuern und Zollunion.

## Privates
Kovács ist verheiratet und hat eine Tochter.

## Ausbildung
Von 1953 bis 1957 besuchte László Kovács die Lajos-Petrik-Oberschule für Chemie in Budapest. Kovács studierte dann von 1963 bis 1968 Wirtschaftswissenschaften in Budapest. 
Neben Ungarisch spricht er auch fließend Englisch und Russisch.

## Karriere in Ungarn
Er arbeitete nach 1968 im Apparat der Ungarischen Sozialistischen Arbeiterpartei. Von 1989 bis 1990 war er Staatssekretär im Außenministerium. Zwischen April und Oktober 1989 war er Mitglied des ZK der Partei. Er wurde 1990 Mitglied im Ausschuss für Außenpolitik des ungarischen Parlaments, dessen Vorsitzender er von 1993 bis 1994 war. Von 1994 bis 1998 war er erstmals Außenminister. 1998 wurde er dann Vorsitzender der Sozialistischen Partei Ungarns. Nach der Niederlage bei den Europawahlen kandidierte er nicht mehr für den Posten des Parteivorsitzenden (sein Nachfolger wurde István Hiller). Von 2002 bis 2004 war er erneut Außenminister, bis er zur EU-Kommission wechselte, sein Nachfolger wurde Ferenc Somogyi.
Kovács wurde 1990 Mitglied im ungarischen Parlament und Mitglied im Präsidium der Sozialistischen Partei Ungarns.

## Karriere in der Europäischen Union
2004 wurde er designierter Kommissar für Energie in der EU-Kommission von José Manuel Durão Barroso. Bei seiner Anhörung vor dem Parlament wies er einige Defizite auf, weshalb er später die Zuständigkeit für Steuern und Zollunion bekam. Energiekommissar wurde der Lette Andris Piebalgs.
Er wurde am 18. November in sein Amt eingeführt. Daraufhin trat er als Parlamentsmitglied zurück. Seine Amtszeit endete am 31. Dezember 2006. 